# Gnathogonia plecopteridia
Gnathogonia plecopteridia är en fjärilsart som beskrevs av George Francis Hampson 1907. Gnathogonia plecopteridia ingår i släktet Gnathogonia och familjen nattflyn. Inga underarter finns listade i Catalogue of Life.